# Yáser Asprilla
Yáser Esnéider Asprilla Martínez (Bajo Baudó, 19 november 2003) is een Colombiaans voetballer die doorgaans speelt als vleugelspeler. In augustus 2024 verruilde hij Watford voor Girona. Asprilla maakte in 2022 zijn debuut in het Colombiaans voetbalelftal.

## Clubcarrière
Asprilla speelde in de jeugdopleiding van Envigado en maakte in 2020 zijn debuut in het eerste elftal. Hier kwam hij tot tweeëntwintig competitieoptredens voor hij in januari 2022 een in augustus 2021 overeengekomen overstap maakte naar Watford, dat circa drie miljoen euro betaalde voor zijn overgang. Een maand na zijn komst naar Engeland werd hij tot halverwege het kalenderjaar 2022 terugverhuurd aan Envigado.
Na zijn terugkeer in Engeland maakte hij zijn debuut in het Championship. Op 12 augustus 2022 werd door een doelpunt van Tom Cleverley met 1–0 gewonnen van Burnley. Asprilla begon op de reservebank en mocht van coach Rob Edwards in de tachtigste minuut invallen voor João Pedro. Zijn eerste doelpunt voor Watford volgde op 7 april 2023, toen hij thuis tegen Huddersfield Town de score opende na ruim een half uur. Uiteindelijk werd dit duel met 2–3 verloren.
Met Watford werd Asprilla achtereenvolgens elfde en vijftiende in het Championship. De aanvaller verkaste in augustus 2024 voor een bedrag van circa achttien miljoen euro naar Girona. Hij zette bij de Spaanse club zijn handtekening onder een verbintenis voor de duur van zes seizoenen. Met zijn overgang werd de Colombiaan de duurste speler in de clubgeschiedenis. Op 18 september 2024 maakte Asprilla zijn debuut in de UEFA Champions League, uit bij Paris Saint-Germain (1–0).

## Clubstatistieken
| Seizoen | Club       | Competitie       | Competitie | Competitie | Beker | Beker | Internationaal | Internationaal | Totaal | Totaal |
| Seizoen | Club       | Competitie       | Wed.       | Dlp.       | Wed.  | Dlp.  | Wed.           | Dlp.           | Wed.   | Dlp.   |
| ------- | ---------- | ---------------- | ---------- | ---------- | ----- | ----- | -------------- | -------------- | ------ | ------ |
| 2020    | Envigado   | Primera A        | 2          | 0          | 0     | 0     | —              | —              | 2      | 0      |
| 2021    | Envigado   | Primera A        | 20         | 5          | 0     | 0     | —              | —              | 20     | 5      |
| 2021/22 | Watford    | Championship     | —          | —          | —     | —     | —              | —              | 0      | 0      |
| 2022    | → Envigado | Primera A        | 18         | 1          | 0     | 0     | —              | —              | 18     | 1      |
| 2022/23 | Watford    | Championship     | 37         | 1          | 2     | 0     | —              | —              | 39     | 1      |
| 2023/24 | Watford    | Championship     | 44         | 6          | 3     | 0     | —              | —              | 47     | 6      |
| 2024/25 | Girona     | Primera División | 6          | 1          | 0     | 0     | 2              | 0              | 8      | 1      |
| Totaal  | Totaal     | Totaal           | 127        | 14         | 5     | 0     | 2              | 0              | 134    | 14     |

Bijgewerkt op 30 oktober 2024.

## Interlandcarrière
Asprilla maakte op 16 januari 2022 zijn debuut in het Colombiaans voetbalelftal, tijdens een vriendschappelijke wedstrijd tegen Honduras. Juan Fernando Quintero en Andrés Colorado scoorden voor Colombia en Kevin Arriaga zorgde voor een tegengoal: 1–2. Asprilla moest van bondscoach Reinaldo Rueda op de reservebank beginnen en hij viel al voor rust in voor de geblesseerd geraakte Quintero. De andere Colombiaanse debutanten dit duel waren José Luis Chunga (Alianza Petrolera), Yeimar Gómez (Seattle Sounders), Homer Martínez, Fredy Hinestroza, Daniel Giraldo (allen Junior Barranquilla), Yerson Candelo, Álvaro Angulo (beiden Atlético Nacional), Stiven Vega, Andrés Felipe Román, Andrés Llinás (allen Los Millonarios), Harold Preciado (Santos Laguna), Andrés Colorado (São Paulo) en Andrés Mosquera (Independiente Medellín).
Tijdens zijn tweede interlandoptreden maakte Asprilla zijn eerste doelpunt in de nationale ploeg. Op 24 september 2022 werd geoefend tegen Guatemala. Na doelpunten van landgenoten James Rodríguez, Luis Sinisterra en Rafael Santos Borré zorgde Asprilla, die was ingevallen voor Mateus Uribe, voor de vierde Colombiaanse treffer. Óscar Santis deed nog wat terug voor Guatemala: 4–1.
In juni 2024 werd Asprilla door bondscoach Néstor Lorenzo opgenomen in de selectie van Colombia voor de Copa América 2024. Op het toernooi ging Colombia door na overwinningen op Paraguay (2–1) en Costa Rica (3–0) en een gelijkspel tegen Brazilië (1–1). Hierna werden achtereenvolgens Panama (5–0), Uruguay (0–1) uitgeschakeld. In de finale werd na verlenging met 1–0 verloren van Argentinië. Asprilla speelde alleen tegen Costa Rica. Zijn toenmalige clubgenoot Ismaël Koné (Canada) was ook actief op het toernooi.
| Interlands van Yáser Asprilla voor Colombia | Interlands van Yáser Asprilla voor Colombia | Interlands van Yáser Asprilla voor Colombia | Interlands van Yáser Asprilla voor Colombia | Interlands van Yáser Asprilla voor Colombia | Interlands van Yáser Asprilla voor Colombia | Interlands van Yáser Asprilla voor Colombia |
| №                                           | Datum                                       | Wedstrijd                                   | Uitslag                                     | Competitie                                  | Goals                                       |                                             |
| Als speler bij Watford                      | Als speler bij Watford                      | Als speler bij Watford                      | Als speler bij Watford                      | Als speler bij Watford                      | Als speler bij Watford                      | Als speler bij Watford                      |
| ------------------------------------------- | ------------------------------------------- | ------------------------------------------- | ------------------------------------------- | ------------------------------------------- | ------------------------------------------- | ------------------------------------------- |
| 1                                           | 16 januari 2022                             | Honduras – Colombia                         | 1 – 2                                       | Vriendschappelijk                           |                                             |                                             |
| 2                                           | 24 september 2022                           | Colombia – Guatemala                        | 4 – 1                                       | Vriendschappelijk                           | 89'                                         |                                             |
| 3                                           | 16 juni 2023                                | Colombia – Irak                             | 1 – 0                                       | Vriendschappelijk                           |                                             |                                             |
| 4                                           | 26 maart 2024                               | Colombia – Roemenië                         | 3 – 2                                       | Vriendschappelijk                           | 79'                                         |                                             |
| 5                                           | 15 juni 2024                                | Colombia – Bolivia                          | 3 – 0                                       | Vriendschappelijk                           |                                             |                                             |
| 6                                           | 28 juni 2024                                | Colombia – Costa Rica                       | 3 – 0                                       | Copa América 2024                           |                                             |                                             |
| Als speler bij Girona                       |                                             |                                             |                                             |                                             |                                             |                                             |
| 7                                           | 6 september 2024                            | Peru – Colombia                             | 1 – 1                                       | WK 2026 kwalificatie                        |                                             |                                             |
| 8                                           | 10 oktober 2024                             | Bolivia – Colombia                          | 1 – 0                                       | WK 2026 kwalificatie                        |                                             |                                             |

Bijgewerkt op 30 oktober 2024.